# Тальский сельсовет (Минская область)
Тальский сельсовет — административная единица на территории Любанского района Минской области Республики Беларусь.

## Состав
Тальский сельсовет включает 5 населённых пунктов:
- Веженка — деревня.
- Дубники — деревня.
- Костюки — деревня.
- Переток — деревня.
- Таль — агрогородок.

## Производственная сфера
- СПК «Талица-агро»